# ولورانت
وَلورانت (به انگلیسی: Valorant) (که به صورت VALORANT نیز نوشته می‌شود) یک بازی ویدئویی چندنفره رایگان در سبک تیراندازی اول شخص تاکتیکی است که توسط ریوت گیمز برای مایکروسافت ویندوز ساخته و منتشر شده‌است. در اکتبر سال ۲۰۱۹ با اسم رمز پراجکت A معرفی شد، نسخه کلوزد بتا بازی در ۷ آوریل ۲۰۲۰ منتشر شد و در نهایت در تاریخ ۲ ژوئن ۲۰۲۰ به‌طور کامل منتشر شد. و در ژوئن ۲۰۲۴ ولورانت به پلی استیشن ۵ و ایکس‌باکس سری اکس و سری اس راه پیدا کرد گرچه تاکنون از قابلیت کراس-پلی بین رایانه شخصی و کنسول ها پشتیبانی نمیکند.

## گیم‌پلی
ولورنت یک شوتر تاکتیکی و تیراندازی اول شخص تیمی است که در آینده جریان دارد. بازیکن کنترل مأمور را برعهده می‌گیرد، شخصیت‌هایی که از کشورها و فرهنگ‌های متفاوت آمده‌اند. در حالت اصلی بازیکنان به دو تیم پنج نفره مهاجم و مدافع قرار می‌گیرند و در برابر هم به رقابت می‌پردازند.
هر  توانایی مخصوص خود را دارد و یک سیستم اقتصادی برای خرید توانایی و اسلحه‌ها وجود دارد. این بازی دارای مجموعه‌ای از سلاح‌ها شامل سلاح‌های جانبی، اسلحه زیر ماشین، تفنگ، مسلسل، اسلحه حمله‌ای و تفنگ‌های تیرانداز است.
بازی به مأمور ها ، ایجنت می‌گوید و آن‌ها را در ۴ دسته طبقه‌بندی کرده: کنترلرها که به تیم‌ها در امر راش دادن کمک می‌کنند؛ سنتینل‌ها که بهترین گزینه برای حفاظت از بیس‌ها هستند؛ اینیشییتورها که مهارت بالایی در جمع‌آوری اطلاعات از دشمنان و گمراه کردنشان دارند؛ و در آخر دوئلیست‌ها که بهترین مبارزان بازی برای نبردهای مستقیم و خشن به حساب می‌آیند.
اسلحه‌های اتوماتیک مانند "Spectre" و "Odin" در بازی وجود دارند که الگو لگد خاصی را دارند که توسط بازیکن کنترل می‌شود تا بتواند دقیق‌تر شلیک کند.
بازیکنان در هر راند رقابت، یک جان بیشتر ندارد و بعد از مردن باید تا شروع راند بعدی منتظر بمانند.
با شروع شدن گیم شما یا در قسمت اتکر یا دفندر قرار میگیرید یعنی یا باید بمب بکارید یا در طرف مقابل قرار دارید و باید هر طور شده مانع از انفجار بمب در بیس‌ها شوید.
در حالت استاندارد، بازی بیش از ۲۴ دور (راند) انجام می‌شود و اولین تیمی که ۱۳ راند امتیاز جمع کند، برنده مسابقه است. تیم حمله کننده دارای یک دستگاه بمب بنام Spike است که برای کاشت آن‌ها در یک محدوده (به اسم سایت) نیاز دارند. اگر تیم حمله کننده با موفقیت از بمب محافظت کند و منفجر شود، یک امتیاز می‌گیرد ولی اگر تیم مدافع با موفقیت Spike را خنثی کند، یا ۱۰۰ ثانیه زمان راند تمام شود، تیم مدافع امتیاز کسب می‌کند. اگر همه اعضای یک تیم از بین بروند، تیم مقابل امتیاز کسب می‌کند. تیم حمله کننده پس از دوازده راند به تیم مدافع و برعکس منتقل می‌شود. اگر یک بازی با نتیجه ۱۲–۱۲ به پایان برسد، یک راند ناگهانی مرگ اضافه می‌شود (بدون اینکه در تیم‌ها سوئیچینگ اتفاق بیفتد).
حالت دیگر بازی به اسم Spike Rush وجود دارد که بیش از ۷ راند بازی انجام می‌شود، بنابراین اولین تیمی که ۴ راند را امتیاز بگیرد، بازی را برنده می‌شود. برای کاهش بیشتر طول گیم پلی، انتخاب اسلحه در هر راند تصادفی است و هر بازیکن مهاجم بمب دارد و می‌تواند همه جا آن را کاشت کند.

## توسعه بازی
ولورنت توسط ریوت گیمز سازنده عنوان لیگ افسانه‌ها ساخته و منتشر شد. توسعه بازی در سال ۲۰۱۴ در بخش تحقیق و توسعه آغاز شد. جو زیگلر، کارگردان بازی ولورنت، ضمن ایده پردازی با سایر توسعه دهندگان ریوت، به ایده اولیه ولورنت اعتبار داد. دیوید ناتینگهام کارگردان بخش خلاق ولورنت است. ترور راملسکی، طراح سابق بازی لیگ افسانه‌ها و Salvatore Garozzo، بازیکن حرفه‌ای ورزش الکترونیک سابق و طراح نقشه‌های کانتر-استرایک: گلوبال آفنسیو، طراح نقشه بازی برای ولورنت است. موبی فرانکی توسعه‌دهنده سابق شرکت ولو که بخش هنری و طراحی شخصیت را برای نیمه‌جان ۲ و قلعه تیمی ۲ انجام داده بود، کارگردان بخش هنری بازی ولورنت است. این بازی با استفاده از موتور آنریل ساخته شده‌است.

## انتشار
ولورنت در ابتدا با انتشار یک تیزر با اسم رمز پراجکت A در اکتبر ۲۰۱۹ معرفی شد. این بازی به صورت رسمی در ۱ مارس ۲۰۲۰ با انتشار ویدئو گیم پلی در یوتیوب به اسم «The Round» رونمایی شد. کلوس بتا بازی در ۷ آوریل ۲۰۲۰ منتشر شد. برای به دست آوردن کلید دسترسی به بتا بازی، بازیکنان ملزم به ثبت نام در حساب ریوت گیمز بودند و باید استریم‌های توییچ را تماشا می‌کردند. بتا در ۲۸ ماه مه بسته شد و در نهایت بازی در ۲ ژوئن ۲۰۲۰ به صورت کامل منشتر شد.

## بازتاب‌ها
| گردآورنده | امتیاز |
| --------- | ------ |
| متاکریتیک | ۸۱/۱۰۰ |

بسیاری ولورنت را با عنوان ساخته شرکت ولو یعنی کانتر-استرایک: گلوبال آفنسیو و اورواچ ساخته شرکت بلیزارد انترتینمنت مقایسه کردند. آستین گوسلین ژورنالیست صنعت بازی ویدئویی، ولورنت را «یکی از جالب‌ترین تیراندازهای تاکتیکی که من بازی کرده‌ام» توصیف کرده‌است.
در اولین روز آغاز بتا، ولورنت دومین بازی از نظر بازدیدکنندگان همزمان با ۱٫۷ میلیون بیننده در وبگاه توییچ به دست آورد. فقط عنوان لیگ افسانه‌ها از بازی‌های شرکت ریوت گیمز توانسته بود به این رکورد برسد آن هم در پخش فینال مسابقات قهرمانی جهانی ۲۰۱۹ با ۱٫۷۳ میلیون تماشاگر همزمان.

### حواشی نرم‌افزار ضد تقلب
این بازی به دلیل نرم‌افزار ضد تقلب خود، به اسم Vanguard، مورد انتقاد قرار گرفت، زیرا مشخص شد که این نرم‌افزار در هسته درایور دستگاه اجرا می‌شود و اینکار امکان دسترسی به سیستم رایانه‌ای را فراهم می‌کند. وبسایت خبری اواس‌نیوز ابراز نگرانی کرد که ریوت گیمز و شرکت مادر آن، شرکت فناوری چینی تنسنت، می‌توانند از بازیکنان جاسوسی کنند و این نرم‌افزار می‌تواند توسط شخص ثالثی به‌طور بالقوه مورد سوء استفاده قرار بگیرد. با این حال ریوت گیمز اظهار نظر کرد که درایور هیچ اطلاعاتی را ارسال نمی‌کند و یک برنامه به اسم برنامه باگ بانتی منشتر کرد تا به کسانی که آسیب‌پذیری این نرم‌افزار را گزارش دهند پاداش دهد.